# Alpheus schmitti
Alpheus schmitti är en kräftdjursart som beskrevs av Fenner A. Chace 1972. Alpheus schmitti ingår i släktet Alpheus och familjen Alpheidae. Inga underarter finns listade i Catalogue of Life.